# Lumberjack Song
"The Lumberjack Song" (en:: Skovhuggerens Sang) er en sang skrevet og fremført af komikergruppen Monty Python. Sangen blev skrevet af Terry Jones, Michael Palin og Fred Tomlinson.
Den blev først vist i niende episode af Monty Python's Flying Circus, der hed "The Ant: An Introduction" (en: "Myren; en introduktion"), på BBC1 den 14. december 1969. Sangen er siden blevet fremført i adskillige forskellige udgaver, inklusive på film, på scenen, and på LP. Hver gang har sketchen været forskellig. I et interview i 2007 fortalte Michael Palin at scenen og hele sangen blev skabt på omkring 15 minutter som afslutning på en arbejdsdag, da Python-gruppen havde ramt en blindgyde og ikke kunne finde en slutning til den foregående sketch i en barbersalon.
Sangen starter som en flerstemming hyldest til den hårdtarbejdende skovhugger, men efterhånden som teksten skrider frem, afsløres flere og flere pikante detaljer om skovhuggerens privatliv, og da han i sidste vers synger, at han nyder at gå i BH og hofteholder, forlader koret scenen i højlydt væmmelse.
D. 14. november 1975 blev Lumberjack Song udgivet som single i Storbritannien, fra Charisma Records. På bagsiden var Monty Pythons "Spam Song" (en: "Dåsekødets Sang"). A-siden blev produceret af Python-entusiasten George Harrison.
Den danske komikertrio De Nattergale har lavet en dansk udgave af sangen kaldet "Tømrersangen", hvor en tømrer ligeledes har en særlig trang til at gå i dametøj. Den udkom i 1987 på deres album Hva' har vi da gjort ... siden vi ska' ha'et så godt